# Tiphede Kirke
Tiphede Kirke ligger i Tiphede Sogn i Herning Kommune (Viborg Stift), mellem Abildå og Trehøje Bakker.

## Bygningen
Kirken er bygget i rødt tegl som en korskirke med tårnet i korsskæringen. Kirkeklokken hænger i et træskelet ved indgangen i kampestenshegnet om kirkegården.

## Historie
Oprindeligt dominerede heden store dele af Vestjylland, og det gjaldt også for området, hvor Tiphede Kirke nu ligger. Det var et meget sparsomt befolket område, og i århundreder lå der bare en enkelt gård, Tep Hedegaard, inden for et meget stort areal. Dette ændrede sig så småt i begyndelsen af det 19. århundrede, hvor der efterhånden blev udskiftet flere ejendomme fra Tep Hedegaard, senere kendt som Tiphede Skovgaard og nu Nørgaard. Der blev opdyrket større og større dele af heden, og flere folk flyttede hertil. Samtidig fandt en religiøs vækkelse sted over hele landet, så der opstod et behov for flere kirker i hedeegnene.
I 1882 blev der indsendt en ansøgning fra en gruppe beboere om at opføre en kirke i området ved Tiphede. Kirkekommissionen fra Ribe Stift besøgte stedet det følgende år, og ejeren af en af de udskiftede gårde, Søndergaard, skænkede et stykke jord til opførelsen. Størstedelen af beløbet til opførelsen skulle bevilges fra staten, så kirke skulle på finansloven. Dette trak ud til 1899, hvor bevillingen til selve kirkebygningen blev givet (præsteembedet blev først bevilget året efter). Tiphede Kirke blev nu bygget i løbet af 1900, og den blev indviet 27. januar 1901.
Der er foretaget betydelige restaureringer af kirken i hvert fald to gange: I 1972 blev gulvet sænket, koret forandret og døbefonten og prædikestolen udskiftet, og i 2000 blev den oprindelige døbefont genindsat, ligesom den oprindelige prædikestol fik en plads i kirkens kor.